# Überfall auf Seebrügge und Ostende
Helgoland (1914) – 22. September 1914 – Texel – Yarmouth – Scarborough, Hartlepool und Whitby – Cuxhaven – Doggerbank (1915) – Noordhinder Bank – Doggerbank (1916) – 29. Februar 1916 – Yarmouth und Lowestoft – Skagerrak – 19. August 1916 – Kanal (1916) – Kanal (1917) – Shetland-Inseln – Helgoland (1917) – Bergen – Seebrügge und Ostende – Tondern
Der Überfall bzw. der Angriff auf Seebrügge und Ostende war ein Kommandounternehmen der Royal Navy gegen die im deutsch besetzten Teil Belgiens liegenden Häfen Seebrügge und Ostende im April 1918. Ziel war die Neutralisierung beider Häfen durch die Versenkung von Blockschiffen in den Seekanälen beider Häfen, um das Auslaufen der U-Boote zu verhindern. Seebrügge und Ostende waren die Endpunkte dieser Seekanäle, die Brügge (die im Landesinneren gelegene U-Bootbasis in Flandern) mit der Nordsee verbanden.
Die Neutralisierung der deutschen U-Boot-Basen im besetzten Belgien war eines der Hauptziele der Dritten Flandernschlacht vom 31. Juli bis 6. November 1917. Der ursprüngliche Plan, vom ersten Seelord  John Jellicoe schon 1917 ausgearbeitet, sah die Besetzung beider Häfen vor. Nachdem das Heer keinen Durchbruch durch die deutschen Linien erzielen konnte, sollte die Royal Navy die Ausgänge der Seekanäle  mit zementgefüllten Blockschiffen sperren, um die U-Bootgefahr zu bannen. Als Blockschiffe verwendete man alte geschützte Kreuzer aus den 1890er Jahren, die im modernen Seekrieg nicht mehr einsetzbar waren. Hierzu wurden folgende Kräfte zusammengezogen:
In der Swin-Mündung
- Kreuzer HMS Vindictive, die Fähren Iris II und Daffodil zur Bekämpfung der Molenbatterie in Zeebrügge
- Kreuzer HMS Thetis, HMS Intrepid und HMS Iphigenia als Blockschiffe für Zeebrügge
- Kreuzer HMS Brilliant und HMS Sirius als Blockschiffe für Ostende

In Dover
- 16 Zerstörer als Bedeckung für Zeebrügge, 2 Zerstörer für Ostende und die Monitore Erebus und Terror samt 3 Zerstörern zur Bekämpfung der Fernkampfbatterien in Zeebrugge.
- die U-Boote C1 und C3 zur Zerstörung des Molenviadukts in Zeebrügge.

In Dünkirchen
- Monitore Marshal Soult, Lord Clive, Prince Eugene, General Craufurd, M24, M26 und M21 sowie als Bedeckung 12 Zerstörer zur Bekämpfung der Ostende-Batterien.

Von deutscher Seite lagen an der Mole Seebrügge die Torpedoboote S 53, S 63 und V 69 der in Flandern stationierten III. Torpedoboots-Flottille bzw. der Zerstörer-Flottille Flandern, sowie die kleinen Torpedoboote A 27, A 30, A 43 und A 49 der Torpedobootsflottille Flandern.
Die Gesamtoperation auf britischer Seite leitete der Chef der Dover-Patrol Admiral Roger Keyes.
Ein erster Versuch zur Blockade der Seekanäle scheiterte am 11. April 1918 wegen des schlechten Wetters. Dabei strandete allerdings das Küstenmotorboot HMS CMB 33 an der deutsch besetzten Küste. Die an Bord befindlichen Operationspläne fielen der deutschen Seite in die Hand und es konnten entsprechende Gegenmaßnahmen eingeleitet werden. Der Blockversuch traf also auf eine vorbereitete Abwehr. Am 14. April 1918 scheiterte ein weiterer Versuch, bedingt durch einen Wetterumschwung.
Im dritten Anlauf in der Nacht vom 23./24. April 1918 konnte ein Teilerfolg gegen Seebrügge erzielt werden. Das U-Boot HMS C3 konnte sich unter den stählernen Molen-Viadukt manövrieren und diesen durch die Detonation einer Sprengladung im Bug zerstören. Die Kreuzer HMS Intrepid und HMS Iphigenia unter dem Kommando von Henry Noel Marryat Hardy wurden als Blockschiffe an den dafür vorgesehenen Stellen versenkt – allerdings konnten der Auslaufweg nicht vollständig gesperrt werden, da beide Schiffe durch Stromversetzung nur zum Teil die Fahrrinne blockierten. Ebenso konnte die entscheidende Molenbatterie nicht durch das Landungskorps von Kreuzer HMS Vindictive niedergekämpft werden. Beim Kampf um die Molenbatterie zeichnete sich deutscherseits besonders der Torpedobootsmatrose Hermann Künne von S 53 aus, der den Führer des Landungskorps mit seinem Bordmesser attackierte, tödlich verwundete und dabei fiel. Der Zerstörer HMS North Star sank im Abwehrfeuer der Hafenbatterien.
Der Angriff gegen Ostende konnte wetterbedingt wiederum nicht durchgeführt werden.
Ein weiterer Versuch zur Blockierung Ostendes scheiterte am 27. April 1918 erneut am schlechten Wetter. Aufgrund der günstigen Mondphase und der Tidenverhältnisse wurde die Aktion auf den 9. Mai 1918 verschoben.
Eingesetzt wurden bei diesem Versuch folgende Kräfte:
- Blockschiffe: HMS Vindictive, HMS Sappho (ist aber wegen Maschinenschadens ausgefallen)
- Monitore: HMS Prince Eugene, HMS Erebus, HMS Terror, HMS Sir John Moore, HMS M23, HMS M25 und HMS M27
- 18 Zerstörer und 10 CMB (Coastal-Motor-Boat)

Der Beschießungsverband wurde auf dem Anmarsch von den deutschen kleinen Torpedobooten A 8 und A 11 gesichtet, die aber nichts dagegen unternahmen und ihn auch nicht meldeten.
Der Blockversuch scheiterte, da die HMS Vindictive im Abwehrfeuer der Hafenbatterien aufgelaufen und vorzeitig festgekommen war und deshalb gesprengt werden musste. Der Zerstörer Warwick, das Führerboot von Admiral Keyes, lief auf eine Mine und musste eingeschleppt werden.

## Belege
1. ↑  Hugo von Waldeyer-Hartz: Der Kampf um Ostende und Zeebrugge. In: Was wir vom Weltkrieg nicht wissen. Leipzig [o. J.], S. 227–230, hier S. 230.